# 9998 ISO
9998 ISO — астероїд головного поясу, відкритий 25 березня 1971 року.
Тіссеранів параметр щодо Юпітера — 3,688.
Названий на честь штучного супутника Infrared Space Observatory